# Nondenticentrus albimaculosus
Nondenticentrus albimaculosus är en insektsart som beskrevs av Yuan och Xiaolong Cui. Nondenticentrus albimaculosus ingår i släktet Nondenticentrus och familjen hornstritar. Inga underarter finns listade i Catalogue of Life.